# کیتاباتاکه آکینوبو
کیتاباتاکه آکینوبو (به ژاپنی: 北畠顕信 Kitabatake Akinobu); ۱ ژانویهٔ ۱۳۲۰ – ۱ ژانویهٔ ۱۳۸۰) کوگه (مقام اشرافی) در دوره نانبوکوچو اهل ژاپن بود. کامی او در معبد ریوزن در داتا، فوکوشیما تقدیس می‌شود.